# Rhene machadoi
Rhene machadoi là một loài nhện trong họ Salticidae.
Loài này thuộc chi Rhene. Rhene machadoi được Lucien Berland & Millot miêu tả năm 1941.